# باريز (قلعة قاضي)
باریز (بالفارسية: باریز) هي قرية تقع في إيران في قسم قلعة قاضي الريفي. يقدر عدد سكانها بـ 215 نسمة بحسب إحصاء 2016.